# آیالا

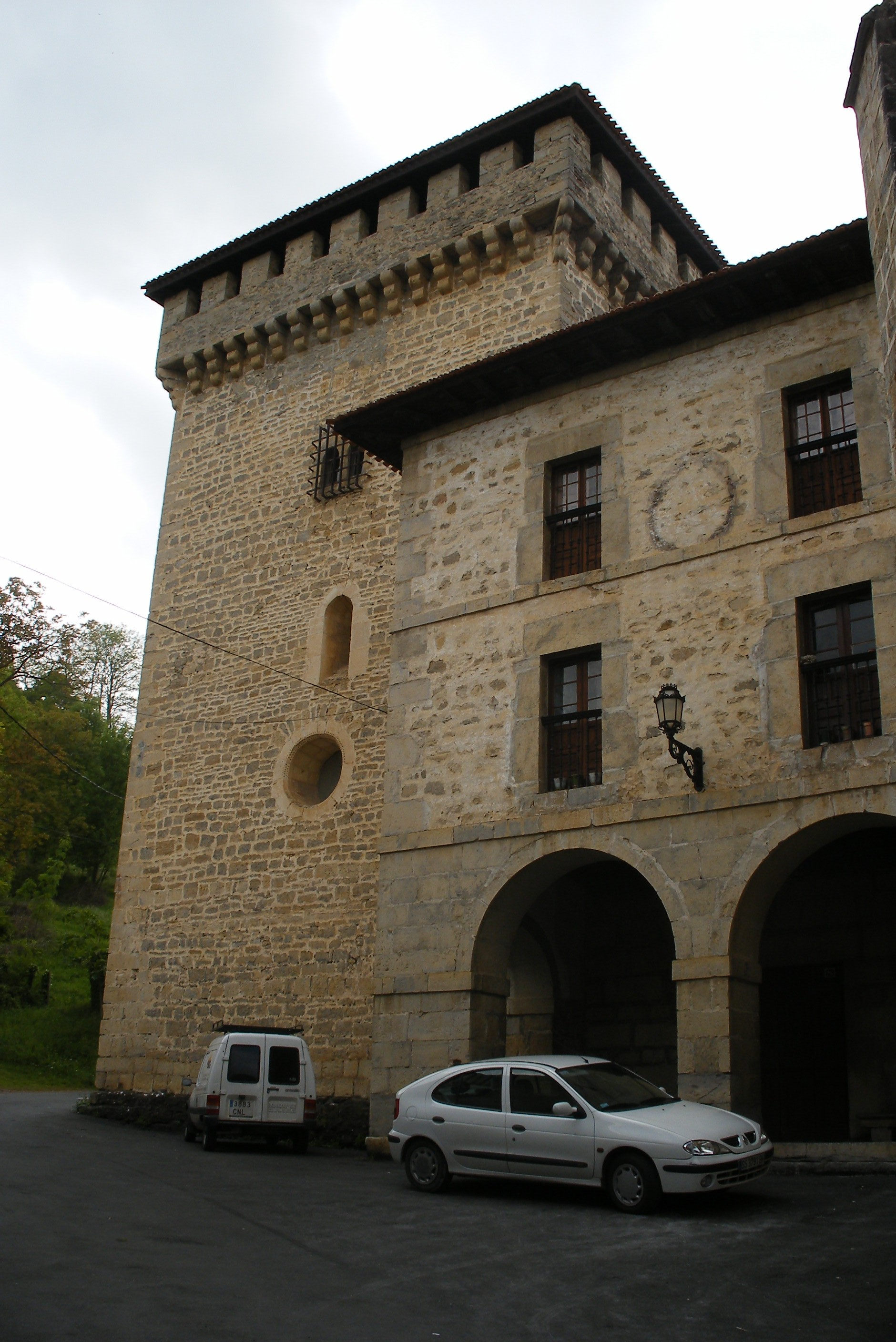
نمایی از یک قلعهٔ باستانی در دهستان آیالا/آیارا - ۲۰۰۷

آیالا/آیارا دهستانی در استان آلابای اسپانیا است.
در این دهستان ۲۶۲۵ نفر زندگی می‌کنند. مساحت این دهستان ۱۴۰٫۸۸ کیلومتر مربع است.